# Hirsutella
Hirsutella é um género de fungos que se reproduzem assexuadamente pertencente à família Ophiocordycipitaceae. Originalmente descrito pelo micologista francês Narcisse Théophile Patouillard em 1892, este género inclui espécies que são patógenos de insectos, ácaros e nemátodes; existe interesse nestes fungos como agentes de controlo biológico de pragas de insectos e nemátodes. Os teleomorfos de espécies de Hirsutella pertencem aos géneros Cordyceps e Torrubiella.